# Infettività
L'infettività è la capacità degli organismi patogeni e non patogeni di colonizzare un organismo ospite recettivo.
L'infettività è un attributo che misura con quanta facilità un virus o altro  agente eziologico è in grado di dare inizio ad una infezione. L'infettività è inversamente proporzionale al numero di organismi necessari per l'instaurarsi dell'infezione in un determinato ospite.
L'infettività varia ampiamente in rapporto ai diversi agenti.
Ad esempio, i virus che infettano i batteri (batteriofagi) hanno un'infettività molto elevata: un solo batteriofago può indurre infezione in un batterio. Al contrario, nel caso dei virus animali, l'infezione si instaura soltanto con quote di virus molto più elevate (es. 1.000 o 100.000 particelle infettanti).
| Controllo di autorità | GND (DE) 4302288-1 |